# エンジェル・ブルー (漫画)
『エンジェル・ブルー』は、ひうらさとるによる日本の漫画作品。
『なかよし』（講談社）にて1988年に連載された。単行本は同社の講談社コミックスなかよしより全1巻。

## 書誌情報
- ひうらさとる 『エンジェル・ブルー』 講談社〈なかよしKC〉、1988年5月6日第1刷発行、ISBN 4-06-178605-9
  - 表題作のほか、読み切り作品「夢みる星から…」「おしゃれ泥棒'87」が同時収録されている。